# Батыр
Баты́р, батырь, также бахадур, багату́р (тюрк. «храбрец», «силач», «богатырь», от др.-тюрк. багатур — герой, храбрый воин и/или монг. baγatur (ᠪᠠᠭᠠᠲᠦᠷ) или монг. batu — «сильный», «крепкий») — почётный титул (звание) у монгольских и тюркских народов, который давался за военные заслуги; также использовался в фольклоре для обозначения выдающихся воинов, богатырей (например, Урал-батыр). Титул присоединялся к имени (например, Субэдэй-багатур, Есугэй-багатур, Мазан-батыр, Богенбай-батыр, Эллэй Боотур). Термин «батыр» вошёл в употребление не позднее VI века. Он широко распространён в фольклоре тюркских народов и в быту, как личное имя.
Известны также формы: боотур (через якутский язык), баатыр, батор, батур, бахадир. Производное — богатырь.

## История

### В средневековье
По Л. Н. Гумилёву, багадур — слово монгольского происхождения, вошедшее в тюркские языки в VI веке. Многие западные исследователи также поддерживают монголо-тюркскую версию происхождения слова. В источниках известны разные формы написания: bahadar, bahadir, bahadur, batur, batyr, bator. Данный термин заимствован не только древнерусским, но и другими языками: польским, персидским, венгерским и др.
Согласно истории династии Суй, слово было в ходу в среде степных народов к северу и западу от Китая ещё в VII веке. Употреблялось хазарами (например, Багатур — личное имя хазарского кагана VIII века), булгарами и тюрками (например: Кат Иль-хан Багадур-шад). Как почётный титул (также в форме баатур), присваиваемый правителем определённому лицу, известно со времён Чингис-хана. С 1204 года багатуры составляли особую тысячу в кэшике, личной гвардии великих ханов Монгольского государства.
Употребление титула багатур/бахадур нашло продолжение в государствах-преемниках Монгольской империи. Например, в Чагатайском улусе, согласно Тарих-и Рашиди, в окружении хана, наряду с родовыми вождями, была большая группа бахадуров, людей, отмеченных правителем за личные качества и достижения. От этого слова произошло русское «богатырь».
Бахадур был также принят в качестве царского титула мусульманскими монгольскими и тюркскими династиями. Первый случай — ильхан государства Хулагуидов Абу Саид, который величал себя в официальных документах ас-султан аль-адиль (справедливый султан) Абу Саид Бахадур-хан. Такое употребление нашло продолжение среди представителей династий Джалаиридов, Тимуридов, Кара-Коюнлу, Ак-Коюнлу, Сефевидов, Великих Моголов, Могульском ханстве, и в особенности, в узбекских государствах.

### В новое и новейшее время
В империи Великих Моголов титул присваивался людям, связанным в первую очередь с правящей династией, а не со своими родовыми группами. Употреблялся в Индии даже во времена британского господства.
В начале XX века в Богдо-ханской Монголии за военные заслуги титул был присвоен более чем ста крупным и малым военачальникам, в том числе и россиянам — например, Р. Ф. Унгерн-Штернбергу и Б. П. Резухину, калмыку Джа-ламе. Он мог использоваться как с личным именем (например, Сухэ-Батор), так и с особым эпитетом, под которым и становился известен его носитель (например, Хатан-Батор — непреклонный богатырь, Манлай-Батор — вождь-богатырь).
В 1945 году в Восточно-Туркестанской республике титулом «батыр» был награждён казах Оспан, а титулом «батур» уйгур Гани Маматбакиев.
Титул присутствует в названиях современных казахских родов Батыр и Карабатыр. В большинстве современных тюркских и монгольских языках дериваты от титула «багатур» аналогичны понятиям Герой, лидер и званию «Герой».

## Эпос и сказки
Батыры — частые персонажи тюрко-монгольских сказок и героического эпоса. Среди тюркских народов распространен эпос про былинного богатыря «Алпамыш батыр». У башкир большую роль в культуре имеет народный эпос «Урал-батыр». А у казахского народа есть эпосы Кобыланды батыр, Камбар батыр, Ер Таргын и т. д.

## В филателии
- «Батыр» Е. М. Сидоркин. 1979 (казахстанская марка)
- Алпамыс батыр, почтовая марка Казахстана, 1998 год
- Ер-Таргын батыр, почтовая марка Казахстана, 1998 год
- Кобланды батыр, почтовая марка Казахстана, 1998 год